# گمینا نووه میاستو ناد پیلیتسان
گمینا نووه میاستو ناد پیلیتسان (به لهستانی:  Gmina Nowe Miasto nad Pilicą) یک گمینا در لهستان است که در شهرستان گرویتس واقع شده‌است. گمینا نووه میاستو ناد پیلیتسان ۱۵۸٫۴۷ کیلومتر مربع مساحت و ۸٬۲۸۰ نفر جمعیت دارد.

## روستاها
به غیر از شهر Novy Gorod nad Pilica ، شهرداری Novy Gorod nad Pilica شامل روستاها و شهرک های Belek ، Bieliny ، mud ، Dombrova ، Domaniewice ، Gilówka ، Godzimierz ، Gostomia ، Jankowice ، Józefów ، Algonice ، Novye Bieliny ، Novye Algonice ، novye strelka ، Pobedna ، Promnik ، Prosna ، Sea Buckthorn ، Rosokha است ، رودکی ، ساسین ، سانبوژ ، استرلکی ، سویدریگالی ، وال ، والیسکا ، ورهی ، وولا پوبدزینسکایا ، ولکا لیگژوفسکایا ، ولکا ماگیرووا ، زالسی ، ژدژارکی و ژدژاری است.